# Palaua margaritacea
Palaua margaritacea é uma espécie de gastrópode da família Euconulidae.
É endémica de Palau.